# Уши преслап
Проходът Уши преслап е нископланински проход (седловина) в югоизточната част на планината Голо бърдо, в Община Перник и Община Радомир, област Перник.
Проходът е с дължина 7 km и надморска височина на седловината – 900 m. Свързва южната част на Пернишката котловина при село Студена на север с югоизточната част на Радомирската котловина при село Старо село на юг.
Проходът започва на 816 m н.в. южно от село Студена, насочва се на юг и след 3,4 km при разклона за село Боснек достига седловината на 900 m н.в. От там продължава на югозапад и след 3,6 km, източно от село Старо село слиза в югоизточната част на Радомирската котловина на 718 m н.в.
През него преминава участък от 8 km от автомагистрала Струма (от km 295 до km 303). Поради ниската си надморска височина и важното си транспортно и стратегическо значения (Европейски коридор Е79) пътят през него се поддържа целогодишно за преминаване на моторни превозни средства.

## Топографска карта
- Лист от карта K-34-59. Мащаб: 1 : 100 000.